# コングカルルス諸島
コングカルルス諸島（コングカルルスしょとう、Kong Karls Land）は、ノルウェー領スヴァールバル諸島の東部を構成する無人の島嶼群である。5つの島 (コング島（英語）、スヴェンスク島、アベル島（英語）、ティルピツ島（英語）、ヘルゴラント島（英語）といくつかの岩礁からなる。総面積は332km2。北東島、バレンツ島とエッジ島とはそれぞれエリクエリクセン海峡とオルガ海峡を挟んで隣り合う。
ホッキョクグマのすむスヴァールバル諸島でも生息数はコングカルルス諸島が最も多く、近隣の北東島とクヴィト島ともども北東スヴァールバル自然保護区に指定されており、海岸線から500メートル、地表からやはり500メートル圏内の立ち入りにはノルウェー総督府の許可が必要。1617年、モスクワ会社の先遣隊により発見されたときは、おそらくバレンツ島の山頂あたりから目視で確認したと考えられる。当時は同社の船主リチャード・ワイク (英語版) にちなんで Wiche Islands と名付けられた。

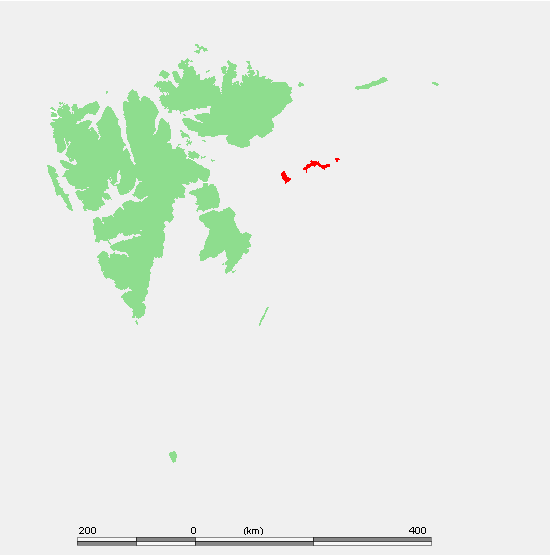
コングカルルス諸島 (赤) とスヴァールバル諸島 (緑)。

主な島を面積の順に並べるとコング島 (191 km2)、スヴェンスク島 (136 km2)、アベル島 (13 km2)、ヘルゴラント島 (1.7 km2)、ティルピツ島 (1.65 km2) となる。

## 関連項目

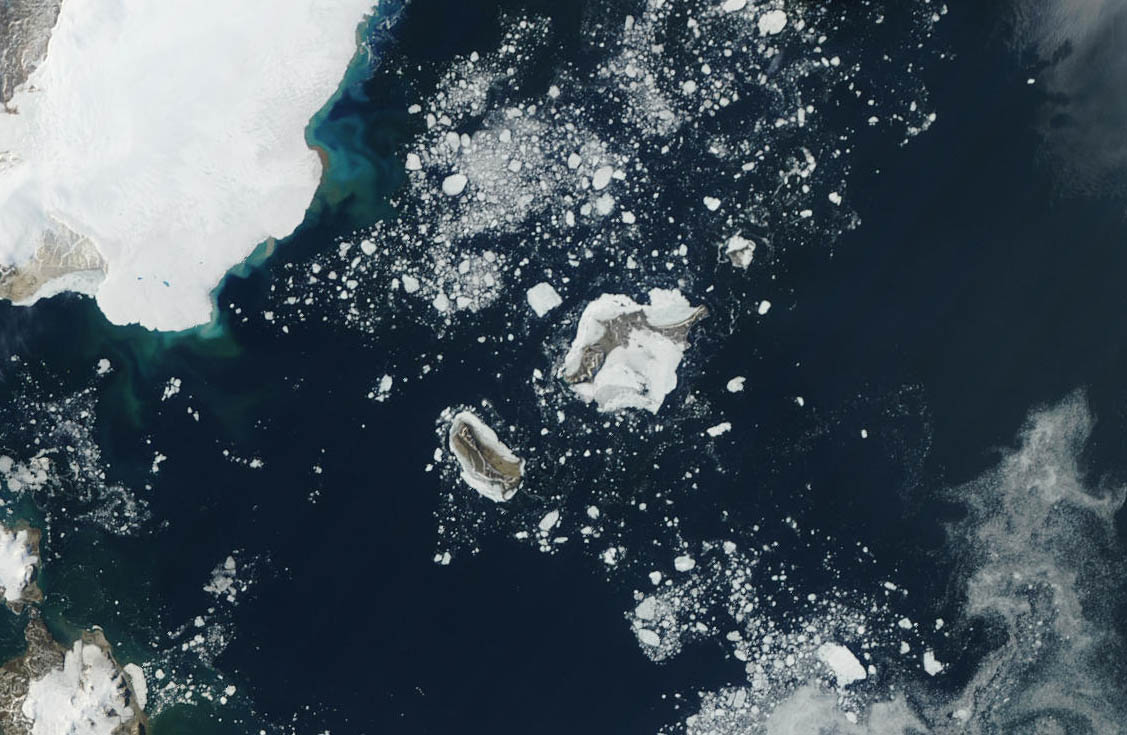
衛星から見た姿。

## 関連文献
- Bjærke, Tor ; Svein B. Manum. "Mesozoic palynology of Svalbard". オスロ : ノルウェー極地研究所 (Norsk polarinstitutt)〈Skrifter., Norsk Polarinstitutt, 1948〉, 1977, LCCN 80472921。(ボストン : University Press 販売)。
- Mörner, Nils-Axel ; Karlén, W. ; Nordic Symposium on Climatic Changes and Related Problems. "Climatic changes on a yearly to millennial basis : geological, historical, and instrumental records". D. Reidel Pub. Co., Kluwer Academic Publishers (sales and distribution in the U.S.A. and Canada), 1984, ISBN 9027717796, LCCN 84008214, NCID BA00497398.
- 小野 延雄 ; 国立極地研究所北極圏環境研究センター「北極海研究の昨今」『海の研究』、日本海洋学会、1994-04、第3巻第2号、125-133頁。ISSN 0916-8362。
- 山内 恭 ; 大畑 哲夫 ; 田中 博 ; 池田 元美 ; 叶木 律子「WCRP北極域気候システム研究計画(ACSYS)会議と科学運営委員会第3回会合報告」『天気』、日本気象学会、1995-09-30、第42巻第9号、633-639頁。ISSN 0546-0921。
- 岡林 昌宏 ; 村田 功 ; 福西 浩「高高度気球搭載光学オゾンゾンデを用いた成層圏オゾン高度分布の観測 (大気球研究報告)」『宇宙科学研究所報告 特集』、宇宙航空研究開発機構、2000-03、第40号、45-54頁。ISSN 0285-9920。
- 山内 恭「レビュー 環北極気候比較におけるスバールバルの気候特性」『南極資料』、国立極地研究所、2001-11、第45巻第3号、329-352頁。ISSN 0085-7289。
- 塩原 匡貴 ; 藤井 理行「北極圏航空機観測(AAMP 98)の概要 (北極圏航空機観測(AAMP 98)成果特集)」『南極資料』、国立極地研究所、2002-06、第4巻第1号、91-124頁。ISSN 0085-7289。
- 〈特集：「極域科学」がひらく総合科学への道〉、『総研大ジャーナル = Sokendai journal』、総合研究大学院大学教育交流センター、2003-03-25、第3号。
  - 白石 和行「Part 1 極域科学への招待：世界の極域科学研究」、6-9頁。
  - 麻生 武彦「Part 1 極域科学への招待：世界の学生が集まる北極海の「UNIS」」、9-9頁。
  - 山内 恭0「Part 3 極域科学の現場から：南極と北極をめぐる国際環境」、24-25頁。
- 秋山 雅彦「地球の歴史と地球温暖化問題の科学」『地球科学』、地学団体研究会、2007、第61巻第1号、1-20頁。doi 10.15080/agcjchikyukagaku.61.1_1。ISSN 0366-6611。
- 平沢 尚彦 ; 塩原 匡貴 ; 鷹野 敏明 ; 矢永 賢洋 ; 河村 洋平 ; 小林 拓 ; 猪上 淳 ; 勝俣 昌己「2013年秋季「極域・寒冷域研究連絡会」の報告 : 北極海の雲・降水の観測 : 新型レーダーによる展望」『天気』、日本気象学会、2014-11、第61巻第11号、961-965頁。ISSN 0546-0921。
- 野村 大樹 ; 北海道大学低温科学研究所 ; 日本学術振興会「海氷の生成と融解が極域海洋の物質循環に与える影響」『海の研究』、日本海洋学会、2015、第24巻第2号、51-61頁。doi 10.5928/kaiyou.24.2_51、ISSN 0916-8362。